# (6730) Ikeda
(6730) Ikeda  es un asteroide perteneciente al cinturón de asteroides, descubierto el 24 de enero de 1992 por Takeshi Urata desde el Observatorio de Nihondaira, en Japón.

## Designación y nombre
Ikeda se designó inicialmente como 1992 BH.
Nombrado en honor a Tetsuro Ikeda (1894-1981), el tercer director del Observatorio Internacional de Latitud de Mizusawa. Durante su mandato (1943-1963) estableció un sistema de medición para comprender los efectos meteorológicos en las observaciones de la variación de latitud.

## Características orbitales
Ikeda orbita a una distancia media del Sol de 3,137 ua, pudiendo acercarse hasta 2,685 ua y alejarse hasta 3,589 ua. Tiene una excentricidad de 0,144 y una inclinación orbital de 18,205° grados. Emplea en completar una órbita alrededor del Sol 2029,38 días.
Los próximos acercamientos a la órbita de Júpiter ocurrirán el 8 de diciembre de 2033, el 17 de mayo de 2044 y el 22 de octubre de 2116.
Pertenece a la familia de asteroides de (1040) Klumpkea.

## Características físicas
Su magnitud absoluta es 12,48. Tiene 9,118 km de diámetro. Su albedo se estima en 0,307.